# Otto Rüdlin

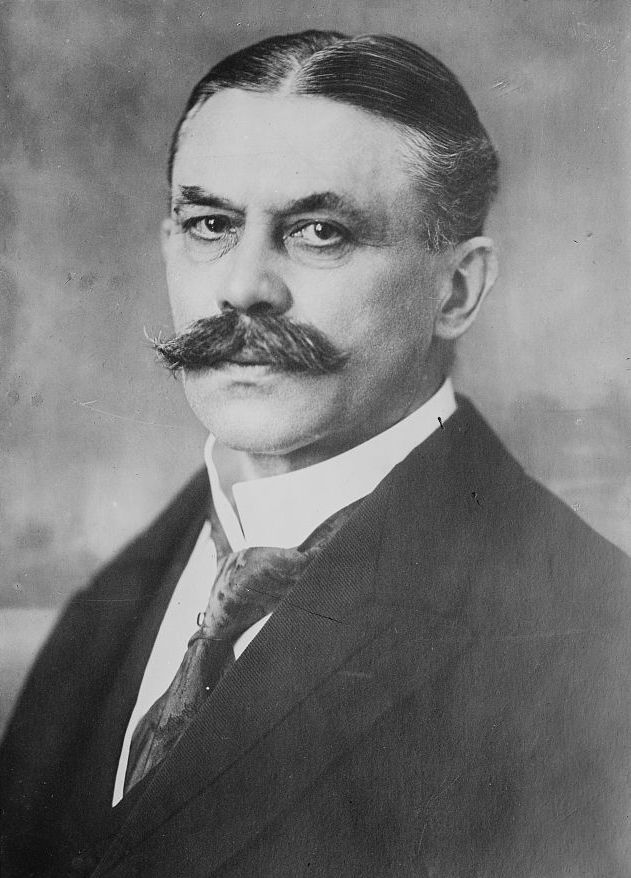

Otto Rüdlin (* 11. Februar 1861 in Woldenberg (Neumark); † 3. Februar 1928 in Berlin) war ein deutscher Verwaltungsjurist im preußischen Staatsdienst, der von 1917 bis 1919 Staatssekretär des Reichspostamtes war.

## Leben
Nach dem Abitur am Joachimsthalschen Gymnasium studierte Rüdlin Rechte in Berlin. Hier wurde er Mitglied der Landsmannschaft Marchia (heute: Landsmannschaft Marchia Berlin zu Osnabrück im CC). 1883 bestand er die Referendarprüfung und wurde Gerichtsreferendar. 1888 wurde er Gerichtsassessor.
Mit dem Wechsel in die staatliche preußische Eisenbahnverwaltung 1889 trug er ab 1890 den Titel Regierungsassessor. 1895 erhielt er die Beförderung zum Regierungsrat, wurde Mitglied der Eisenbahndirektion Bromberg und später der Eisenbahndirektion Breslau. Als er 1904 in das preußische Ministerium der öffentlichen Arbeiten, dem auch das Eisenbahnwesen unterstand, berufen wurde, erfolgte seine Ernennung zum Geheimen Regierungsrat und Vortragenden Rat. 1908 stieg er zum Geheimen Oberregierungsrat auf. Im Jahre 1910 erfolgte der nächste Karrieresprung: die Ernennung zum Präsidenten der Eisenbahndirektion Berlin. Während des Ersten Weltkrieges stand er der „Oberbetriebsleitung Ost“ vor. 1916 wurde er Wirklicher Geheimer Oberregierungsrat und Oberbetriebsleiter der mittleren und östlichen Eisenbahndirektionsbezirke.
Am 8. August 1917, im gleichen Jahr wurde er Wirklicher Geheimrat (Exzellenz), trat er das Amt des Staatssekretärs des Reichspostamtes an, das er bis zum 19. Januar 1919, dem Tag der Wahl zur Nationalversammlung, innehatte.
Nach dem Ausscheiden aus dem Dienst war er von 1919 bis 1928 Vorsitzender im Verwaltungsrat des Stickstoffsyndikats. 1921 war er Mitglied der Kommission zur Vereinfachung und Vereinheitlichung der Reichsverwaltung.
Rüdlin starb kurz vor seinem 67. Geburtstag in Berlin-Dahlem. Er wurde auf dem Alten Zwölf-Apostel-Kirchhof in Berlin-Schöneberg beigesetzt. Das Grab ist nicht erhalten.